# Хайделберг (город, Миннесота)
Хайделберг (англ. Heidelberg) — город в округе Ле-Сур, штат Миннесота, США. На площади 1,3 км² (1,3 км² — суша, водоёмов нет), согласно переписи 2002 года, проживают 72 человека. Плотность населения составляет 53,7 чел./км².
- FIPS-код города — 27-28214[1]
- GNIS-идентификатор — 0644839[2]